# Esbernus Thoreri Cornejus
Esbernus Thoreri Cornejus, född 27 mars 1607 i Västra Eneby församling, Östergötland, död 1 juni 1681 i Horns församling, Östergötlands län, var en svensk präst.

## Biografi
Esbernus Cornejus föddes 1607 i Västra Eneby socken. Han var son till en länsman. Cornejus prästvigdes 15 december 1637 och blev 1639 komminister i Hannäs församling. Han blev 1643 komminister i Hycklinge församling och 27 februari 1656 kyrkoherde i Horns församling, tillträdde samma år. Cornejus avled 1681 i Horns socken.

### Familj
Cornejus var gift med Margareta Persdotter. De fick tillsammans barnen livdrabanten Petrus Enman, Elisabet Cornejus som var gift med kyrkoherden Johannes Lithmang i Horns församling och Ingeborg Cornejus som var gift med kyrkoherden Laurentius Wrethelius i Mjölby församling.